# حارة شروان (لودر)
شروان هي إحدى حارات حي لودر بمدينة لودر التابعة لمحافظة أبين، بلغ تعداد سكانها 150 نسمة حسب تعداد اليمن لعام 2004.